# Suore missionarie di Gesù lavoratore
Le Suore missionarie di Gesù lavoratore (sigla S.M.G.L) sono un istituto religioso femminile di diritto pontificio.

## Storia
La congregazione fu fondata da Rosa Lanzillotta: già religiosa dell'istituto delle francescane di Gesù Bambino, lasciò la comunità per iniziare un'opera missionaria e il 19 marzo 1949 fondò la nuova famiglia religiosa a Serracapriola, in diocesi di Larino.
Le suore assunsero presto la direzione dell'istituto di monsignor Alfredo Santorelli a Santa Croce di Magliano, ma a causa della multiforme attività dell'opera (destinata ad orfani, anziani, malati ecc.) incontrarono notevoli difficoltà. La comunità si stabilì a Civitella del Tronto sotto la direzione di Stanislao Amilcare Battistelli, vescovo di Teramo, e iniziò a diffondersi in altre diocesi, soprattutto in quella di Torino.
L'erezione canonica della comunità in congregazione religiosa ebbe luogo il 1º maggio 1964.

## Attività e diffusione
Le suore si dedicano all'apostolato a favore delle giovani lavoratrici.
La sede generalizia è a Castelgandolfo.
Alla fine del 2015 l'istituto contava 41 religiose in 3 case.